# Lasers
Lasers är rapparen Lupe Fiascos tredje studioalbum, som släpptes 8 mars 2011 av Atlantic Records i USA. Produktionen av albumet pågick mellan 2008 och 2010. 
På Lasers finns produktioner av The Audibles, The Neptunes, Needlz, Alex da Kid, Syience, Soundtrakk med flera. Trey Songz, John Legend, Skylar Grey, Sway, Matt Mahaffey, MDMA, Eric Turner och Sarah Green bidrar vokalt på plattan.
Lasers föregås av första singeln The Show Goes On och uppföljande singel Words I Never Said, gästande av Skylar Grey. Med The Show Goes On fick Fiasco sin högsta placering på Billboard Hot 100 och den har genererat dubbla platina i USA.